# Rehantilope
Die Rehantilope (Pelea capreolus) ist ein nur in Südafrika und Lesotho sowie in Eswatini verbreiteter Hornträger. Diese kleine Antilope wird im englischsprachigen Raum mit ihrem Afrikaans-Namen Rhebok benannt, da sie die ersten Einwanderer an die vertrauten Rehe erinnerte. Im Deutschen ist auch der Name „Rehböckchen“ verbreitet.

## Merkmale
Mit einem Gewicht von 20 kg und einer Schulterhöhe von 75 cm ist das Rehböckchen eine kleine und grazile Antilope. Das Haarkleid ist oberseits grau, dick und wollig, auf der Unterseite weiß. Der Laufstil ist „schaukelpferdartig“. Die Rehantilope hat lange, schmale Ohren und eine große, schwarze Nase, die geschwollen wirkt. Ausschließlich Männchen tragen schlanke, gerade Hörner.

## Verbreitung

Das Verbreitungsgebiet der Rehantilope

Das ursprüngliche Verbreitungsgebiet umfasste neben der Republik Südafrika und Lesotho auch Eswatini und das südliche Botswana. Heute halten sich die Tiere im Allgemeinen in bergigen oder hügeligen Gebieten auf. So sind sie in den Naturschutzgebieten Bontebok und Giant’s Castle anzutreffen sowie im Malolotja National Park in Eswatini. Der natürliche Lebensraum umfasst aber auch Grassavannen, aus denen sie nur durch den Jagddruck zwischenzeitlich verschwunden waren.

## Lebensweise
Rehantilopen fressen Laub und Gras und tun sich auch an Getreidefeldern gütlich. Sie sind tagaktiv und bewegen sich als gute Springer über die Felsen. Im schnellen Lauf halten sie den Schwanz aufrecht, so dass dessen leuchtend weiße Unterseite einem Verfolger offenbart wird.
Die Rehantilope lebt in Rudeln, mit einem Männchen und mehreren Weibchen und deren Nachkommen. Das Männchen verteidigt die im Schnitt zehnköpfige Gruppe gegen Eindringlinge. Dabei werden sie oft sehr aggressiv und können mit ihren scharfen Hörnern ihre Geschlechtsgenossen gefährlich verletzen oder sogar töten. Auch Angriffe auf Schafe und Ziegen sind bezeugt. Ein Gruppenmitglied hält stets Wache, während die anderen fressen.

## Taxonomie
Nur wenige Hornträger haben im Bezug auf die systematische Stellung eine wechselhaftere Vergangenheit als die Rehantilope. George Gaylord Simpson sah sie anfänglich als einen kleinen Verwandten der Wasser- und Riedböcke, im weiteren Verlauf des 20. Jahrhunderts wurde sie den Gazellenartigen oder den Ziegenartigen, teilweise auch den ursprünglich weiter gefassten Böckchen zugeordnet beziehungsweise bildete ihre eigene Tribus oder Unterfamilie (Peleini oder Peleinae). Erst im Übergang zum 21. Jahrhundert erbrachten neue morphologische und genetische Studien Hinweise auf eine sehr nahe Verwandtschaft mit den Wasser- und Riedböcken, wie es anfangs angedacht war. Don E. Wilson und DeeAnn Reeders Mammal Species of the World (2005) schließlich ordnet sie in die Reduncinae ein, später wurde die Unterfamilie auf den Rang einer Tribus verschoben (Reduncini).